# Here We Come A-Caroling
Albums de Blackmore's Night
All our Yesterdays
(2015) Nature's Light
(2021)
Here We Come A-Caroling est un EP du groupe Blackmore's Night, sorti 4 décembre 2020,, en édition limitée vinyle 10” vert transparent ainsi qu’en édition limitée CD Digipak et en numérique. Tout comme sur son album Winter Carols de 2006, le groupe adapte quatre chants traditionnels de Noël.
Le 19 novembre 2021, les quatre titres de l'EP sont incorporées sur la réédition de l'album Winter Carols.

## Analyse des titres
Here We Come A-Caroling est un chant de Noël anglais traditionnel et une chanson du Nouvel An connue aussi sous le nom Here We Come A-wassailing, et écrite au 19e siècle ou avant. Ritchie Blackmore arrange ce chant dans une version acoustique guitare/flûte à la manière de Mike Oldfield, avec la voix de Candice Night rappelant les chanteuses Sandy Denny et Maddy Prior.
It Came Upon a Midnight Clear est adapté du poème It Came Upon the Midnight Clear écrit en 1849 par le pasteur américain Edmund Sears (en), et mis en musique, aux États-Unis par le compositeur Richard Storrs Willis sous le titre Carol, et dans les pays du Commonwealt par le compositeur britannique Arthur Sullivan sous le titre Noel. Bien que d'origine britannique, le groupe Blackmore's Night reprend ici la mélodie de la version américaine.
O Little Town Of Bethlehem est basé sur un texte écrit en 1898 par Phillips Brooks, évêque de l'Église épiscopale du Massachusetts, et mis en musique, en Amérique du Nord par Lewis Redner (en) sous le titre St Louis, et au Royaume-Uni et en Irlande par le compositeur britannique Ralph Vaughan Williams, d'après l'air de Forest Green. C'est cette dernière mélodie que Blackmore's Night adapte ici.
Silent Night (Douce nuit, sainte nuit) est l'un des chants de Noël les plus célèbres au monde, déclaré patrimoine culturel immatériel par l'UNESCO en 2011. Il est écrit par un prêtre autrichien, Joseph Mohr, en 1816 sous le titre Stille Nacht, heilige Nacht, et mis en musique par l'organiste Franz Xaver Gruber. Sa version française est connue sous le titre Douce nuit, Sainte nuit, interprétée notamment par Dalida, Gérard Lenorman et Céline Dion. La version de Blackmore's Night se termine par le célèbre thème de Jingle Bells, connu en français sous le titre Vive le vent.

## Liste des titres
| No | Titre                         | Paroles         | Musique                | Durée |
| -- | ----------------------------- | --------------- | ---------------------- | ----- |
| 1. | Here We Come A-Caroling       | Traditionnel    | Traditionnel           | 2:20  |
| 2. | It Came Upon a Midnight Clear | Edmund Sears    | Richard Storrs Willis  | 1:58  |
| 3. | O Little Town of Bethlehem    | Phillips Brooks | Ralph Vaughan Williams | 3:16  |
| 4. | Silent Night                  | Joseph Mohr     | Franz Xaver Gruber     | 2:28  |

## Musiciens
D'après les crédits de l'album :
- Ritchie Blackmore : guitare acoustique, mandole, arrangements
- Candice Night : chant, flûte à bec, chalemie, tambourin

### Musiciens additionnels
- Autumn Blackmore (fille du duo) : chœurs sur Silent Night
- Pat's Regan Minstrel Hall Consort : arrangements

## Production
- Producteur exécutif : Ritchie Blackmore
- Producteur assistant et ingénieur du son : Pat Regan
- Mastérisé par Brad Vance au Red Mastering Studios
- Design par Alexander Mertsch.